# 246759 Elviracheca
246759 Elviracheca è un asteroide della fascia principale. Scoperto nel 2009, presenta un'orbita caratterizzata da un semiasse maggiore pari a 2,4288970 UA e da un'eccentricità di 0,1352145, inclinata di 3,61573° rispetto all'eclittica.